# Serge Adda
Pour les articles homonymes, voir Adda (homonymie).
Serge Adda (arabe : سارج عدة), né le 19 septembre 1948 à Tunis et mort le 6 novembre 2004 à Paris, est un homme de télévision français.

## Carrière
Dans les années 1970, il travaille notamment au Centre d'étude des techniques économiques moderne (CETEM), un laboratoire associé au CNRS.
Il est directeur général de Canal+ Horizons de 1990 à 1997 puis président-directeur général de la chaîne cryptée jusqu'en 2001. Cette année-là, il est nommé conseiller auprès du président du groupe Canal+. Il prend la présidence de TV5 Monde d'octobre 2001 à sa mort.

## Vie privée
Il est le fils de Georges Adda, figure emblématique et dirigeant du Parti communiste tunisien pendant la période coloniale, et de Gladys Adda, féministe et militante indépendantiste tunisienne.
Il est marié et père de deux enfants, dont le comédien Karim Adda.
Il est inhumé au columbarium du cimetière du Père-Lachaise (87e division, case 2665).